# Een kunstkamer
Een kunstkamer is een werk uit 1619 van de Antwerpse kunstschilder Frans Francken II. Het olieverf op paneel van 56 x 85 cm behoort tot de collectie van het Koninklijk Museum voor Schone Kunsten Antwerpen, waar het inventarisnummer 816 draagt.

## Context
In het zestiende en zeventiende-eeuwse Europa werd het verzamelen van natuurlijke (naturalia) en van menselijke oorsprong gemaakte voorwerpen (artificialia) een ware trend. Deze Kunstkamers waren een toonbeeld van rijkdom, status en geleerdheid voor de Antwerpse burgerij. Aanvankelijk was dit verzamelen een activiteit van de adel, maar al snel begonnen de machtig geworden Antwerpse kooplieden en magistraten zich ook steeds meer als kunstkenners te profileren. Bovendien groeide de markt van exotica en rariteiten door nieuwe handelsroutes naar Azië en Amerika aanzienlijk. De fictieve wanden met kostbaarheden ontstonden gelijktijdig met de galerij-interieurs. Deze Preziosenwanden worden echter niet verder nagevolgd, aangezien galerij-interieurs een uitgebreidere voorstelling van rariteitenkabinetten toelieten. Daarbovenop gaven de portretten van identificeerbare verzamelaars op deze interieurs een extra dimensie aan het genre. Eigenaars van Kunstkamers waren niet vanzelfsprekend in het bezit van zo’n curiositeitenkabinet. Bij deze schilderijen ging het meer om het verzamelen op zich en om de herinnering aan de exotische herkomstlanden van de rariteiten.
Tot 1989 werd aangenomen dat Jan Bruegel I dit genre had uitgevonden met zijn Allegorie van het gezicht uit 1617. In dat jaar toonde Härting echter aan dat Frans II Francken al voor 1617 kunstkamers schilderde. In totaal schrijft Härting 21 kunstkamers toe aan hem.

## Beschrijving
Francken creëert op dit schilderij een ondiepe ruimte, waar op een tafel of plank tegen de muur allerlei kostbaarheden worden uitgestald. Deze voorwerpen zijn gerangschikt volgens de principes van het stilleven.
Het openliggende schetsboek links in beeld is misschien wel het Constboek dat Frans I naliet aan zijn zoon. We weten immer uit de opgestelde inventaris van 17 februari 1617 dat zijn vader dit boek in het bezit had. Op de rechterpagina zien we een naakte vrouw met de vermelding ‘L.S. Bologna’. Vermoedelijk gaat het hier om een kopie naar Lionello Spada, geboren in Bologna in 1576. Het vrouwelijk naakt op de linkerpagina is gesigneerd: ‘Frans Floris invenit’. Van de Velde ziet deze tekening als een figuurstudie voor Floris’ Mars, Venus en Cupido.
Aan de wand achteraan hangen zes schilderijen. Centraal domineert een Maria met kind in bloemguirlande, vermoedelijk naar een samenwerking tussen Francken en Andries Danielsz. Een ovalen Brandend dorpsgezicht, misschien wel van Gilles Mostaert, prijkt erboven. Links aan de muur is nog een Winterlandschap in de stijl van Joos de Momper te zien, net zoals het Alpenlandschap. Rechts leunt een Aanbidding der Wijzen tegen de wand. Dit werk is afkomstig uit het atelier van Frans II Francken zelf, aangezien gelijkaardige versies uit het oeuvre van vader en zoon gekend zijn. Links hiervan is ook nog een Annunciatie te herkennen, dat herinnert aan deze van Gerard Hondhorst in de St. Jacobskerk te Antwerpen. Hiertegen leunt een klein Molen op een heuvel van Jan Brueghel de Oude. Gijsbert Leytens en Paul Bril worden in sommige bronnen genoemd als mogelijke inspiratiebronnen voor enkele schilderijen aan de wand. Opmerkzaam op een infraroodbeeld van dit schilderij is een geschilderde nachtpauwoog onder het groene Italiaanse heuvellandschap linksboven. Daarboven is ook nog een overschildering op te merken, vermoedelijk van een ander geschilderd insect. Hoogstwaarschijnlijk wou Francken op deze plaats aanvankelijk een insectentafereel afbeelden. Tegen het schetsboek, in een zwarte houten kader, leunt een Portret van een oude man. Te oordelen naar een exacte kopie uit het Victoria & Albert Museum in Londen gaat het hier om de Gentse miniaturist Simon Bening, op 75-jarige leeftijd. Het oorspronkelijk werk draagt onderaan een rode strook met daarop ‘Simon Binninck Alexandris se ipsv pingebat anno aetatis 75. 1558’. Frans II Francken heeft dit echter vervangen door ‘Anno 1619’.
Rechts schittert een bos bloemen in een faiencevaas met blauw decor. Dit doet denken aan Jan Brueghel die bloemen zag als de juwelen van de natuur. Het gaat om een artificieel boeket van onder andere rozen en tulpen, aangezien ze soorten bevat die elk op een verschillend tijdstip bloeien. Opmerkelijk zijn de witte en gele tulpen met rode vlammen. Een gelijkaardige vaas als deze treft men aan op Franckens Vaas met bloemen waar men een Zeetriomf op herkent. Dit kan wijzen op water als levensnoodzakelijke bron voor de bloemen. Andere bronnen herkennen hierin een strijd tussen de Lapithen en de Centauren, mogelijks is dit zo een referentie naar de barbaarsheid van de Beeldenstorm (1566), de Franse Furie (1583) en de Val van Antwerpen (1585).
Achter dit boeket bloemen prijkt een satirisch-allegorisch tafereel dat een extra inhoudelijke dimensie aan het tafereel schenkt: twee mensen met ezelskoppen slaan met een knuppel een beeld, boek, klok en hemelbol neer. Dit veel voorkomende tafereel in schilderijen van Frans II wijst vermoedelijk op de onwetendheid van de massa tegenover de kunst en wetenschappen. In zestiende- en zeventiende-eeuwse symbolische traktaten werden ezels nu eenmaal voorgesteld als een teken van onwetendheid. Ook Karel van Mander wijst hierop: “Den Mensch uytghebeeldt met een Esels hooft, beteyckent onverstandt: want den Esel is seer onverstandigh, en vergheetlijck”. Het vormt een contrast met het evenwicht en de ordening van de rariteiten op de tafel. Dit past volledig in het toenmalige tijdsbeeld, zoals we bijvoorbeeld kunnen zien aan de these van Cornelis de Bie: “Ars nullum habet inimicum nisi ignorantem.” Het is niet duidelijk of het hier gaat om een schilderij van Francken zelf of om een doorzicht naar buiten toe. Het allegorische karakter van de iconoclastische ezels vermoed echter het eerste. Het was namelijk niet de bedoeling van de schilder om een realistisch portret van een verzameling weer te geven. Francken houdt zelfs geen rekening met de juiste verhoudingen: schelpen maakt hij groter dan bloemen. Sinds de zestiende eeuw werd het verzamelen van die schelpen aanzien als iets voor intellectuelen. Schelpen waren dan ook zeer kostbare en begeerde objecten. Francken geeft een reeks schelpen uit de Indische en Stille Oceaan weer. Rechts van het slotje ligt een okergele Oliva spec. De extreem waardevolle, helgele Indonesische landslak links ervan, of de Amphidromus perversus, ligt op zijn rechterzij gedraaid, terwijl schelpen normaal naar links gedraaid worden op kunstkamers. Erachter ligt de West-Indische Cittiarum pica. Op het juwelenkistje daarachter liggen nog een Conus marmoreus, een Lioconcha castrensis en een Cymbiolacf. Vlak naast de ganzenveer ligt vermoedelijk een mosselschelp. Ook zien we een prehistorische haaientand en een gedroogd zeepaardje.
Een groot aantal munten liggen verspreid op de tafel. Links leunt tegen het schetsboek een bronzen gedenkpenning met daarop de Franse koning Hendrik IV en zijn vrouw Maria de’ Medici afgebeeld, ontworpen door Guillaume Dupré. Deze munt werd geslagen ter nagedachtenis van de geboorte van Lodewijk XIII. Op de voorste zilveren rechtopstaande penning is het portret van een paus te zien. Vermoedelijk gaat het hier om paus Clemens VII, deze liet namelijk uit rouw voor de plundering van Rome in mei 1527 door Karel V zijn gezichtshaar groeien. De penning hierachter verwijst waarschijnlijk naar het jubeljaar 1525 omwille van de inscriptie ‘ANNO IVBILE’. Voor de munt met de afgebeelde paus liggen 8 zilveren munten, waaronder enkele Romeinse denarii, tetradrachme uit Rhodos, tetradrachme van Philippus van Macedonië en tradrachme van Alexander de Grote. Enkele gouden munten boven de haaientand zijn contemporain, aangezien sommige het opschrift ‘ALBERTVS’ dragen, wijzend op de regering van Albrecht en Isabella. Verder zien we ook nog gouden dubbele Albertijen, te identificeren aan de gekruiste tak. Een groter goudstuk met bebloemd kruis is vermoedelijk ouder.
Naast naturalia en artificialia, zoals diverse brieven en gepolijste edelstenen, worden ook verschillende exotica uitgestald. Zo herkennen we een Oost-Aziatisch lakkastje, Chinese kommetjes, een klein Japans koperen deurslot, een antiek zwarte Romeinse olielamp en een bruin Romeins reukflesje. De ganzenveer rechts en het centrale Japanse slot verwijzen naar het feit dat naast het uitstallen van deze kostbaarheden, ook het beschrijven en bewaren van deze rariteiten een grote rol speelde. De halvemaanvormige hanger met barokparel tussen de schilderijen aan de wand, wijst op de typische combinatie van naturalia en artificialia in een Kunst- und Wunderkammer. De robuuste parel werd namelijk gepolijst en gevormd door menselijke handen. Daarbovenop wil Francken hiermee ook een gevoel van rijkdom opwekken.

## Materiële aspecten

### Afmetingen
- 56 × 85 cm (Dagmaat)
- 57 × 85,8 × 1 cm (Volledig)
- 76,5 × 104,5 × 7,7 cm (Inclusief lijst)

### Signaturen
- f. franck IN.(venit) 1619
  - Vertaling: F. Franck heeft bedacht 1619
  - Plaats: recto, rechtsonder
  - Type: handschrift
  - Lettertype: onderkast en kapitaal
  - Auteur: Frans Francken II
  - Datum: 1619
- A° 1618
  - Plaats: recto, rechtsonder (op papier)
  - Type: handschrift
- SOLONI IN(venit)
  - Vertaling: Soloni heeft bedacht
  - Plaats: recto, linksonder (op papier)
  - Type: handschrift
  - Lettertype: kapitaal
- FF LOVIS IN(venit)
  - Vertaling: F.F. Lovis heeft bedacht
  - Plaats: recto, linksonder (op papier)
  - Type: handschrift
  - Lettertype: kapitaal
- IIIIR CHRIST
  - Plaats: recto, linksonder (op munt)
  - Type: handschrift
  - Lettertype: kapitaal

Deze Kunstkamer is gesigneerd en gedateerd: F. Franck invenit, 1619. Het gaat hier ontegensprekelijk om Frans II Francken, aangezien Frans I in 1619 al drie jaar gestorven was en Frans III was nog slechts een kind.

## Provenance
Het werk werd door het Koninklijk Museum voor Schone Kunsten in 1903 aangekocht bij de Antwerpse kunsthandelaar Joseph Hallyn.

## Referentielijst
- America Bruid van de zon. Gent : Imschoot, 1991.
- Balis, Arnout et al. Das Flämische Stilleben 1550 – 1680. Lingen: Luca, 2002.
- Chong, Alan et al. Het Nederlandse Stilleven 1550 – 1720. Zwolle : Waanders, 1999.
- De Baere, Bart et al., red. Beelddenken: vijf eeuwen beeld in Antwerpen. Schoten : BAI, 2011.
- De Bie, Cornelis. Het gulden cabinet vande edel vry schilder const: inhoudende den lof vande vermarste schilders, architecten, beldthouwers ende plaetsnyders, van dese eeuw. Antwerpen : gedruckt by Jan Meyssens [Meyssens, Joannes], 1661.
- Härting, Ursula. Studien zur Kabinetbildmalerei des Frans Francken II, 1581 – 1642. Hildesheim: Olms, 1983.
- In the presence of things: four centuries of European still-life painting. Lisbon : Calouste Gulbenkian Foundation, 2010.
- Koninklijk Muzeum van Schoone Kunsten te Antwerpen, Beschrijvende Catalogus I Oude Meesters 1905. Antwerpen: Boek- en Steendrukkerij Jan Boucherij, 1905.
- Schrijvers, Nanny. In De tulp. Een wandelparcours door de tuinen en musea van Antwerpen, red. Sofie De Ruysser; Iris Kockelbergh en Myriam Wagemans. Antwerpen : Stadsbestuur, 2006.
- Speth – Holterhoff, S. Les peintres flamands de cabinet d’amateurs au 17e siècle. Bruxelles : Elsevier, 1957.
- Van der Schueren, Katrien. “De kunstkamers van Frans II Francken: kritsche analyse van de aldaar aanwezige sculptuur.” In Jaarboek Koninklijk Museum voor Schone Kunsten Antwerpen 1996.
- Van Hout, Nico. Bezoekersgids Het Gulden Cabinet. Koninklijk Museum bij Rockox te gast, 2013, p. 55.
- Van Hout, Nico. Bezoekersgids Het Gulden Cabinet. Koninklijk Museum bij Rockox te gast. The Sky is the Limit. Het landschap in de Nederlanden, 2017, p. 84.